# Rachelle Verdel
Rachelle Verdel est une actrice néerlandaise née le 14 janvier 1996 à Haarlem (Pays-Bas). 

## Biographie
Elle est principalement connue des enfants dans le téléfilm Fuchsia, la petite sorcière. Elle joue également dans d'autres téléfilms ou films, diffusés exclusivement aux Pays Bas.
Elle pratique également de la danse[réf. nécessaire].

## Filmographie

### Cinéma
- 2010 : Fuchsia, la petite sorcière (Foekia de miniheks) : Fuchsia
- 2013 : 48 minuten : Sanne
- 2014 : Nena (nl) : Heidemarie

### Télévision
- 2011 : Naranjina en de kadekapers (Série TV) : Naranjina
- 2012-2013 : VRijland (nl) (Série TV) : Milou
- 2014 : Jongens (Téléfilm) : Kim
- 2014 : Aaf (nl) (Série TV) : Puck
- 2015 : Het geheim van Eyck (nl) (Série TV) : Iris
- 2018 : SpangaS (Série TV) : Moniek